# Градина
Вижте пояснителната страница за други значения на Градина.
Градината е земна площ, в повечето случаи на открито, предназначена за садене и отглеждане на растения.
Градините често имат дизайнерски елементи, включително статуи, кули, перголи, решетки, стърчища, корита на сухи потоци и водни елементи като фонтани, езера (със или без риба), водопади или потоци. Някои градини са само за декоративни цели, докато други произвеждат и хранителни култури, понякога в отделни зони или понякога смесени с декоративните растения. Градините за производство на храни се отличават от фермите по техния по-малък мащаб, по-трудоемки методи и тяхната цел (наслаждение от хоби или самоиздръжка, вместо производство за продажба, както в пазарната градина). Цветните градини комбинират растения с различни височини, цветове, текстури и аромати, за да предизвикат интерес и да насладят сетивата. Най-често срещаната форма днес е жилищна или обществена градина, но терминът градина традиционно е по-общ. Зоологическите градини, които показват диви животни в симулирани естествени местообитания, преди са били наричани зоологически градини
 . Западно-европейските градини са почти универсално базирани на растения, като градината, която етимологично предполага заграждение, често означава съкратена форма на ботаническа градина. Някои традиционни типове източни градини, като дзен градините, обаче използват растения рядко или изобщо не използват. Пейзажните градини, от друга страна, като например английските пейзажни градини, разработени за първи път през 18-ти век, могат напълно да пропуснат цветята.
Ландшафтната архитектура е свързана професионална дейност с ландшафтни архитекти, склонни да се занимават с проектиране в много мащаби и да работят както по публични, така и по частни проекти.

## История
Културата на градинарството стига дълбоко в древността, когато се твърди, че Александър Велики също бил поразен от великолепието на вавилонските градини. Омир разказва за Градината на Алкинос, нейното плодородие и симетрия на формата. 
Римляните са били известни със засаждането на градините си с богатствата на Азия. Градинарството не е признато като форма на изкуство в Европа до средата на 16 век, когато навлиза в политическия дискурс като символ на концепцията за „идеалната република“. Извикване на утопични образи на Райската градина, време на изобилие и изобилие, където хората не са познавали глада или конфликтите, произтичащи от спорове за собственост. Джон Ивлин пише в началото на 17-ти век, „няма по-трудоемък живот от този на добрия градинар, но е труд, пълен със спокойствие и удовлетворение. Той е естествен и поучителен и такъв, който допринася за благочестието и съзерцанието." По време на епохата на загражденията аграрният колективизъм на феодалната епоха е идеализиран в литературните "фантазии за освобождаваща регресия към градината и пустинята".
Преди ерата на Великия маниер малкото значими градини, които можеха да бъдат намерени във Великобритания, бяха развити под влияние на континента. Традициите на местното градинарство във Великобритания са били предимно практични по предназначение, а не естетически, за разлика от големите градини, намиращи се предимно на територията на замъците и по-рядко в университетите. Градините на Тюдорите подчертават контраста, а не преходите, отличаващи се с цвят и илюзия. Те не са предназначени като допълнение към дома или архитектурата, а са замислени като независими пространства, подредени да растат и показват цветя и декоративни растения. Градинарите демонстрираха артистичността си в градини с възли, със сложни аранжировки, включващи най-често преплетени живи плетове и по-рядко ароматни билки като розмарин. Пясъчните пътеки минават между живите плетове на отворени възли, докато затворените възли са пълни с едноцветни цветя. Възелът и партерните градини винаги са били разположени на равна земя, а повдигнатите зони са били запазени за тераси, от които може да се види сложността на градините.
Якобейските градини са описани като „възхитително объркване“ от Хенри Уотън през 1624 г. Под влиянието на италианския Ренесанс градините на Каролина започват да изхвърлят част от хаоса на по-ранните дизайни, отбелязвайки началото на тенденции към симетрични унифицирани дизайни, които заемат съобразена с архитектурата на сградата и включваща повдигната тераса, от която могат да се видят дома и градината. Единствената оцеляла градина на Каролина се намира в замъка Болсоувър в Дарбишир, но е твърде проста, за да привлече голям интерес. 
До средата на 17-ти век аксиалната симетрия се издига до видно място във френските градински традиции на Андре Молет и Жак Бойсо, последният, който пише: „Всички неща, колкото и красиви да са избрани, ще бъдат дефектни, ако не бъдат подредени и поставени в правилна симетрия." По време на царуването на Чарлз II са построени много нови селски къщи в бароков стил, докато в Англия Томас Кромуел се опитва да унищожи много градини в стил Тюдор, Яков и Каролина.

## Дизайн
Градинският дизайн е процес на създаване на планове за оформление и засаждане на градини и пейзажи. Градините могат да бъдат проектирани от самите собственици на градини или от професионалисти. Професионалните дизайнери на градини са обучени по принципите на дизайна и градинарството и имат познания и опит в използването на растенията. Някои професионални дизайнери на градини са и ландшафтни архитекти, по-формално ниво на обучение, което обикновено изисква висша образователна степен и  държавен лиценз. Елементите на градинския дизайн включват оформлението на твърдия пейзаж, като пътеки, алпинеуми, стени, водни съоръжения, зони за сядане и настилки, както и самите растения, като се вземат предвид техните градинарски изисквания, техният външен вид през сезона, продължителност на живота , навик на растеж, размер, скорост на растеж и комбинации с други растения и характеристики на ландшафта. Повечето градини се състоят от смесица от естествени и изградени елементи, въпреки че дори много „естествените“ градини винаги са по същество изкуствено творение. Природните елементи, присъстващи в градината, основно включват флора (като дървета и плевели), фауна (като членестоноги и птици), почва, вода, въздух и светлина. Конструираните елементи включват пътеки, вътрешни дворове, настилки, скулптури, дренажни системи, светлини и сгради (като навеси, беседки, перголи и фолио), но също така и живи конструкции като цветни лехи, езера и тревни площи. Обръща се внимание и на нуждите от поддръжка на градината. Включително времето или наличните средства за редовна поддръжка (това може да повлияе на избора на растения по отношение на скоростта на растеж), разпространение или самозасяване на растенията (едногодишни или многогодишни), време на цъфтеж и много други характеристики. 
Градинският дизайн може грубо да се раздели на две групи, официални и натуралистични градини. Най-важното съображение при всеки градински дизайн е как ще бъде използвана градината, следвано отблизо от желаните стилистични жанрове и начина, по който градинското пространство ще се свърже с дома или други структури в околните райони. Всички тези съображения са предмет на ограниченията на бюджета. Бюджетните ограничения могат да бъдат преодолени чрез по-опростен градински стил с по-малко растения и по-евтини твърди ландшафтни материали, семена вместо копка за тревни площи и растения, които растат бързо; алтернативно, собствениците на градини могат да изберат да създадат своя градина с течение на времето, район по район. 
|                                    |
| Градината около Тадж Махал, Индия. |

|                                              |
| Кралски градини на Реджа ди Казерта, Италия. |

|                                     |
| Градина Чехел Сотун, Исфахан, Иран. |

| |
| Пример за градина, прикрепена към място за поклонение: манастирът на абатството на Монреале, Сицилия, Италия. |

|                                                                        |
| Потъналата градина на градините Бучарт , Виктория, Британска Колумбия. |

|                                             |
| Голямата градина на замъка Версай, Франция. |

|                                                            |
| Задната градина на двореца Умайд Бхаван в Джодхпур, Индия. |

|                                              |
| Градина с фонтани около Вила д'Есте, Италия. |

| |
| Исторически градини в Колониален Уилямсбърг, Уилямсбърг, Вирджиния, включват много наследствени сортове растения. |

|                                                                            |
| Градина Шитено джи хонбо в Осака, префектура Осака, Япония е Дзен градина. |

## Ползи от градината
Градината може да има естетически, функционални и развлекателни цели: 
- Сътрудничество с природата
- Култивиране на растения
- Учене в градината
- Наблюдение на природата
- Наблюдение на птици и насекоми
- Размисъл върху смяната на сезоните
- Релаксация
- Семейни вечери на терасата
- Деца, играещи в градината
- Четене и почивка в хамак
- Поддържане на цветните лехи
- Гърнене в бараката
- Вила в храстите
- Печене на топло слънце
- Бягство от летните жеги и високи температури
- Отглеждане на полезна продукция
- Цветя за рязане и носене вътре за красота на закрито
- Пресни билки и зеленчуци за готвене.

## Видове
Градините могат да съдържат определено растение или видове растения: 
- Алпийска градина
- Блатна градина
- Кактусова градина
- Цветна градина
- Кухненска градина
- Овощна градина
- Физическа градина
- Градина с опрашители
- Розова градина
- Сенчеста градина
- Терариум
- Оградена градина
- Водна градина
- Градина с диви животни

Градините може да имат определен стил или естетика: 
- Бонсай
- Китайска градина
- Цветна градина
- Холандска градина
- Английска пейзажна градина
- Френска официална градина
- Френска пейзажна градина
- Градини на френския Ренесанс
- Градинска стая
- Немска градина
- Гръцка градина
- Италианска ренесансова градина
- Японска градина
- Градина на възел
- Корейска градина
- Градина на Мария
- Монашеска градина
- Муголска градина
- Естествено озеленяване(с местни растения)
- Райска градина
- Персийска градина
- Философска градина
- Градина за удоволствия
- Свещена градина
- Сензорна градина
- Шекспирова градина
- Испанска градина
- Чаена градина
- Терапевтична градина
- Пробна градина
- Тропическа градина
- Xeriscaping
- Дзен градина

Други видове: 
- Задна градина
- Ботаническа градина
- Градина с бутилки
- Градина с пеперуди
- Зоопарк с пеперуди
- Чинампа
- Градина със студена рамка
- Обществена градина
- Градина контейнер
- Вила градина
- Градина за рязане
- Горска градина
- Преден двор
- Оранжерия
- Зелена стена
- Висяща градина
- Хидропонна градина
- Пазарна градина
- Пекаранган
- Дъждовна градина
- Градинарство с повдигнати лехи
- Жилищна градина
- Алпинеум
- Покривна градина
- Училищна градина
- Градина със скулптури
- Градина с квадратни фута
- Пробна градина
- Градина на победата
- Оградена градина
- Зоологическа градина

## Други подобни пространства
Други външни пространства, които са подобни на градините, включват: 
- Пейзажът е открито пространство в по-голям мащаб, естествено или проектирано, обикновено неоградено и разглеждано от разстояние.

- Паркът е планирано открито пространство, обикновено затворено и с по-голям размер. Обществените паркове са за обществено ползване.

- Арборетумът е планирано открито пространство, обикновено голямо, за излагане и изучаване на дървета.

- Ферма или овощна градина е за производство на хранителни продукти.

- Ботаническата градина е вид градина, в която се отглеждат растения както за научни цели, така и за удоволствие и образование на посетителите.

- Зоологическата градина или накратко зоологическата градина е място, където се грижат за дивите животни и се излагат пред публика.

- Детската градина е предучилищна образователна институция за деца и в самия смисъл на думата трябва да има достъп или да е част от градина.

- Манергартен е временна дневна грижа и място за дейности за мъже в немскоговорещите страни, докато техните съпруги или приятелки ходят на пазар[9]

## Градини и околна среда
Градинарите могат да нанесат много щети на околната среда чрез начина, по който градинарят или да подобрят местната среда. Щетите от градинари могат да включват директно унищожаване на естествени местообитания при създаване на къщи и градини; непряко унищожаване на местообитания и увреждане за осигуряване на градински материали като торф, скали за алпинеуми и чрез използване на чешмяна вода за напояване на градини; смъртта на живи същества в самата градина, като например убиването не само на охлюви и охлюви, но и на техните хищници като таралежи и пойни дроздове от металдехиден убиец на охлюви; смъртта на живи същества извън градината, като изчезване на местни видове от безразборни събирачи на растения; и изменението на климата, причинено от парникови газове, произведени от градинарството. 

### Изменението на климата
Градинарите могат да помогнат за предотвратяване на изменението на климата по много начини, включително чрез използването на дървета, храсти, почвопокривни растения и други многогодишни растения в техните градини, превръщането на градинските отпадъци в почвена органична материя, вместо да ги изгарят; запазването на почвата и компостните купчини аерирани, избягване на торф; преминаване от електрически инструменти към ръчни инструменти или промяна на дизайна на градината им; така че да не са необходими електрически инструменти, и използване на азотфиксиращи растения вместо азотни торове.
Изменението на климата ще има много въздействия върху градините; някои проучвания показват, че повечето от тях ще бъдат отрицателни. Градините също допринасят за изменението на климата. Парниковите газове могат да бъдат произведени от градинари по много начини. Трите основни парникови газове са въглероден диоксид, метан и азотен оксид. Градинарите произвеждат въглероден диоксид директно чрез свръхкултивиране на почвата и унищожаване на въглерода в почвата; чрез изгаряне на градински отпадъци на огньове; чрез използване на електрически инструменти, които изгарят изкопаеми горива или използват електричество, генерирано от изкопаеми горива, и като използват торф. Градинарите произвеждат метан, като уплътняват почвата и я правят анаеробна, и като позволяват на компостните им купчини да станат уплътнени и анаеробни. Градинарите произвеждат азотен оксид, като прилагат излишък от азотен тор, когато растенията не растат активно, така че азотът в тора се превръща от почвените бактерии в азотен оксид.

## Поливане
Някои градинари управляват градините си, без да използват вода извън градината. Примери във Великобритания включват Ботаническата градина Вентнор на остров Уайт и части от градината на Бет Чато в Есекс, градината Стики Уикет и градините на Кралското градинарско дружество в Харлоу Кар и Хайд Хол. Дъждовните градини абсорбират валежите, падащи върху близките твърди повърхности, вместо да ги изпращат в канализацията за дъждовна вода. За напояване вижте дъждовна вода, спринклерна система, капково напояване, чешмяна вода, сива вода, ръчна помпа и лейка.

## Други
На градините са наречени улици в кварталите „Киноцентъра III“ и „Суходол“ в София (Карта).